# Calesia phaiosoma
Calesia phaiosoma is een vlinder uit de familie spinneruilen (Erebidae). De wetenschappelijke naam is voor het eerst geldig gepubliceerd in 1891 door Hampson.
De soort komt voor in tropisch Afrika.